# Google JAX
Google JAX — фреймворк машинного обучения для преобразования числовых функций. Представляет объединение измененной версии autograd (автоматическое получение градиентной функции через дифференцирование функции) и TensorFlow's XLA (Ускоренная линейная алгебра (Accelerated Linear Algebra)). Спроектирован таким образом, чтобы максимально соответствовать структуре и рабочему процессу NumPy для работы с различными существующими фреймворками, такими как TensorFlow и PyTorch. Основными функциями JAX являются:
1. grad: автоматическое дифференцирование
2. jit: компиляция
3. vmap: автоматическая векторизация
4. pmap: SPMD программирование

## grad
Код представленный ниже демонстрирует функцию автоматического дифференцирования пакета grad.
```
# imports

from
 
jax
 
import
 
grad

import
 
jax.numpy
 
as
 
jnp

# define the logistic function

def
 
logistic
(
x
):
  

    
return
 
jnp
.
exp
(
x
)
 
/
 
(
jnp
.
exp
(
x
)
 
+
 
1
)

# obtain the gradient function of the logistic function

grad_logistic
 
=
 
grad
(
logistic
)

# evaluate the gradient of the logistic function at x = 1 

grad_log_out
 
=
 
grad_logistic
(
1.0
)
   

print
(
grad_log_out
)

```

Код должен напечатать:
```
0.19661194

```

## jit
Код представленный ниже демонстрирует функцию оптимизации через слияние пакета jit.
```
# imports

from
 
jax
 
import
 
jit

import
 
jax.numpy
 
as
 
jnp

# define the cube function

def
 
cube
(
x
):

    
return
 
x
 
*
 
x
 
*
 
x

# generate data

x
 
=
 
jnp
.
ones
((
10000
,
 
10000
))

# create the jit version of the cube function

jit_cube
 
=
 
jit
(
cube
)

# apply the cube and jit_cube functions to the same data for speed comparison

cube
(
x
)

jit_cube
(
x
)

```

Вычислительное время для jit_cube (строка 17) должно быть заметно короче, чем для cube (строка 16). Увеличение значения в строке 7, будет увеличивать разницу.

## vmap
Код представленный ниже демонстрирует функцию векторизации пакета vmap.
```
# imports

from
 
functools
 
import
 
partial

from
 
jax
 
import
 
vmap

import
 
jax.numpy
 
as
 
jnp

# define function

def
 
grads
(
self
,
 
inputs
):

    
in_grad_partial
 
=
 
partial
(
self
.
_net_grads
,
 
self
.
_net_params
)

    
grad_vmap
 
=
 
jax
.
vmap
(
in_grad_partial
)

    
rich_grads
 
=
 
grad_vmap
(
inputs
)

    
flat_grads
 
=
 
np
.
asarray
(
self
.
_flatten_batch
(
rich_grads
))

    
assert
 
flat_grads
.
ndim
 
==
 
2
 
and
 
flat_grads
.
shape
[
0
]
 
==
 
inputs
.
shape
[
0
]

    
return
 
flat_grads

```

Изображение в правой части раздела иллюстрирует идея векторизованного сложения.

Иллюстрационное видео векторизованного сложения

## pmap
Код представленный ниже демонстрирует распараллеливание для умножения матриц пакета pmap.
```
# import pmap and random from JAX; import JAX NumPy

from
 
jax
 
import
 
pmap
,
 
random

import
 
jax.numpy
 
as
 
jnp

# generate 2 random matrices of dimensions 5000 x 6000, one per device

random_keys
 
=
 
random
.
split
(
random
.
PRNGKey
(
0
),
 
2
)

matrices
 
=
 
pmap
(
lambda
 
key
:
 
random
.
normal
(
key
,
 
(
5000
,
 
6000
)))(
random_keys
)

# without data transfer, in parallel, perform a local matrix multiplication on each CPU/GPU

outputs
 
=
 
pmap
(
lambda
 
x
:
 
jnp
.
dot
(
x
,
 
x
.
T
))(
matrices
)

# without data transfer, in parallel, obtain the mean for both matrices on each CPU/GPU separately

means
 
=
 
pmap
(
jnp
.
mean
)(
outputs
)

print
(
means
)

```

Последняя строка должна напечатать значенияː
```
[
1.1566595
 
1.1805978
]

```

## Библиотеки, использующие Jax
Несколько библиотек Python используют Jax в качестве бэкенда, включая:
- Flax — высокоуровневая библиотека для нейронных сетей изначально разработанная Google Brain.[7]
- Haiku — объектно-ориентированная библиотека для нейронных сетей разработанная DeepMind.[8]
- Equinox — библиотека, основанная на идеи представления параметризованных функций (включая нейронные сети) как PyTrees. Она была создана Патриком Кидгером.[9]
- Optax — библиотека для градиентной обработки и оптимизации разработанная DeepMind.[10]
- RLax — библиотека для разработки агентов для обучения с подкреплением, разработанная DeepMind.[11]